# Wital Małaszka
Wital Alaksiejewicz Małaszka (biał. Віталь Аляксеевіч Малашка, ros. Виталий Алексеевич Малашко, Witalij Aleksiejewicz Małaszko; ur. 1958) – białoruski polityk, w latach 1990–1995 deputowany do Rady Najwyższej Białoruskiej SRR/Rady Najwyższej Republiki Białorusi XII kadencji; członek Opozycji BNF – frakcji parlamentarnej partii Białoruski Front Ludowy (Biełaruski Narodny Front), o charakterze antykomunistycznym i niepodległościowym.

## Życiorys
Urodził się w 1958 roku. Ukończył Miński Instytut Radiotechniczny. W 1990 roku został deputowanym ludowym do Rady Najwyższej Białoruskiej SRR XII kadencji z Pierszamajskiego Okręgu Wyborczego Nr 30 miasta Mińska. Na początku czerwca 1990 roku wszedł w skład Komisji Rewizyjnej Grupy Deputackiej BNF (od 16 lipca pod nazwą Opozycja BNF). Brał udział w opracowaniu i przyjęciu Deklaracji o Państwowej Suwerenności Białorusi oraz przygotowaniu projektów ustaw na nadzwyczajnej sesji Rady Najwyższej 24–25 sierpnia 1991 roku, w czasie której ogłoszono niepodległość Białorusi.
Współautor Koncepcji przejścia białoruskiej SRR na gospodarkę rynkową (jesień 1990 roku) i szeregu projektów ustaw. Uczestnik głodówki deputowanych Opozycji BNF 11–12 kwietnia 1995 roku w Sali Owalnej parlamentu, ogłoszonej na znak protestu przeciwko zainicjowanemu przez prezydenta Łukaszenkę referendum na temat wprowadzenia języka rosyjskiego jako drugiego języka państwowego, zmiany symboli państwowych Białorusi (biało-czerwono-białej flagi i herbu Pogoni) na symbole nawiązujące do sowieckich (obecne godło i flaga Białorusi), integracji ekonomicznej z Federacją Rosyjską i prawie prezydenta do rozwiązywania parlamentu. W nocy z 11 na 12 kwietnia został razem z innymi protestującymi wywleczony siłą z sali parlamentu przez zamaskowanych funkcjonariuszy wojska i służb specjalnych, pobity, wepchnięty do samochodu, wywieziony, a następnie wyrzucony na ulicy w centrum Mińska. W dniach 13–14 kwietnia 1995 roku uczestniczył w procesie przed Sądem Konstytucyjnym, w którym Opozycja BNF oskarżyła prezydenta Łukaszenkę o monopolizację środków masowego przekazu.

## Odznaczenia
- Medal 100-lecia Białoruskiej Republiki Ludowej – 2019[5]